# Ryan Patrick Halligan
Ryan Patrick Halligan (Poughkeepsie , 18 de dezembro de 1989 — Essex Junction , 7 de outubro de 2003) foi um adolescente de Essex Junction, Vermont, Estados Unidos, que cometeu suicídio aos 13 anos de idade após ser vítima de bullying por parte de seus colegas de classe e cyberbullying quando online. Sua morte levou seu pai, John P. Halligan, a protestar por leis em Vermont para coibir o bullying e prevenir os suicídios. Ele também proferiu palestras em escolas de vários outros estados sobre a história de seu filho.

## Biografia
Ryan nasceu em 18 de dezembro de 1989 em Poughkeepsie, Nova Iorque, e era uma criança saudável.
No ano escolar de 1999-2000, ele foi vítima de bullying por parte de um grupo de estudantes de sua escola por apresentar dificuldade de aprendizado. Sua família contou num documentário que eles tentaram acionar o conselho de disciplina do colégio, mas não obtiveram sucesso. Em dezembro de 2002, ele contou a seu pai que o bullying havia recomeçado e pediu como presente de Natal um conjunto de equipamentos de kickboxing para aprender a se defender. Após uma briga em fevereiro de 2003, que foi separada pelo coordenador da escola, o garoto responsável pelo bullying parou de atacar Ryan. Até o final da sétima série, Ryan contou a seu pai que ele e o garoto haviam se tornado amigos. Entretanto, após Ryan contá-lo algo pessoal, o garoto passou a usar a informação para espalhar um boato de que Ryan era homossexual.

### Uso do AIM
De acordo com seu pai e com as notícias da época, Ryan passou grande parte de seu tempo do verão de 2003 online, particularmente no AIM e outros serviços de mensageiro instantâneo. Durante este período ele foi vítima de cyberbullying por colegas de classe que o sondavam para saber sobre sua sexualidade. Sem saber, Ryan deixou todas essas conversas arquivadas no disco rígido ao instalar um outro programa. Seu pai também encontrou conversas com uma garota que Ryan admirava. Essa garota fingia estar interessada nele ao mesmo tempo em que dizia que ele era um "perdedor" e divulgava na escola o conteúdo das conversas — incluindo as declarações pessoais de Ryan —, de forma a envergonhá-lo e humilhá-lo. Após encontrar-se com a garota e ela chamá-lo pessoalmente de "perdedor", ele disse "são garotas como você que fazem-me sentir vontade de me matar".

### Suicídio
Em 7 de outubro de 2003 quando John Halligan, pai de Ryan, estava em viagem de trabalho, e todas as pessoas da família ainda estavam dormindo em casa, Ryan foi ao banheiro e se enforcou. Seu corpo foi encontrado na manhã seguinte.